# 556
| [ Edytuj tabelę ]          |                                            |
| Król Bernicji              | - 547 Ida 559                              |
| Cesarz Bizancjum           | - 527 Justynian I Wielki 565               |
| Król Essexu                | - 527 Aescwine 587                         |
| Król Franków               | - 511 Childebert I 558 - 511 Chlotar I 561 |
| Cesarz Japonii             | - 539 Kinmei 571                           |
| Król Kentu                 | - 522 Eormenric 560                        |
| Patriarcha Konstantynopola | - 552 Eutychiusz 565                       |
| Władca Korei               | - 545 Yangwŏn 559                          |
| Król Longobardów           | - 546 Audoin 565                           |
| Król Mercji                | - 501 Cnebba (?) 566                       |
| Papież                     | - 556 Pelagiusz I 561                      |
| Król Persji                | - 531 Chosrow I 579                        |
| Król Wizygotów             | - 554 Atanagild 567                        |

Rok 556 / DLVI
stulecia: V wiek ~
VI wiek ~
VII wiek

lata: 546 «
551 «
552 «
553 «
554 «
555 «
556
» 557
» 558
» 559
» 560
» 561
» 566

## Wydarzenia
Europa
- 16 kwietnia – Pelagiusz I został papieżem.

## Zmarli
- 21 lutego – Maksymian z Rawenny, biskup (ur. 498).